# Die Coneheads
Die Coneheads (Originaltitel: Coneheads, dt. Kegelköpfe) ist eine Filmkomödie des Regisseurs Steve Barron aus dem Jahr 1993 mit Dan Aykroyd und Jane Curtin in den Hauptrollen. Die Figuren basieren auf den in den Jahren 1977 bis 1979 gezeigten Coneheads-Sketchen der Comedy-Show Saturday Night Live.

## Handlung
Beldar Conehead und seine Gefährtin Prymaat werden vom Planeten Remulak auf die Erde geschickt, um den Planeten zu unterwerfen. Während des Eintritts in die Erdatmosphäre werden sie von der US Air Force entdeckt und von aufsteigenden Kampfflugzeugen abgeschossen, worauf ihr Raumschiff in den East River in New York City fällt.
Sie fordern von ihrem Heimatplaneten ein Rettungsschiff an, in der Zwischenzeit wollen sie sich unauffällig unter die Erdlinge mischen. Die Coneheads finden sich langsam in den Vereinigten Staaten zurecht, ihre ungewöhnliche Kopfform fällt dabei anscheinend nicht auf.
Beldar findet eine Anstellung in einer Werkstatt für Elektrogeräte, womit er den Lebensunterhalt finanziert und nebenbei nötige Ersatzteile beiseiteschaffen kann. Sein Arbeitgeber Otto schätzt seine Arbeit sehr, da er aber keine Sozialversicherungsnummer vorweisen kann, besorgt er ihm und seiner Frau eine neue Identität unter dem Namen DeCicco. Auf Anraten von Otto geht Beldar auch zum Zahnarzt und lässt sich Kronen auf seine spitzen Zähne machen.
Die US-amerikanische Einwanderungsbehörde INS bekommt Wind von den vermeintlichen Einwanderern, da die Sozialversicherungsnummer der eigentlich verstorbenen Person DeCicco bereits mehrfach im Land verwendet wurde. INS-Distriktvorstand Gorman Seedling und sein Angestellter Eli Turnbull jagen nun die Coneheads. Ein Zugriff scheitert, da aber Seedling gerade zum Deputy Commissioner befördert wurde, kümmert er sich nicht weiter um den Fall DeCicco und legt ihn zu den Akten.
Die Coneheads ziehen in eine Kellerwohnung ein und Beldar arbeitet als Taxifahrer für ein Taxiunternehmen und übernimmt jede ihm zusätzlich angebotene Zusatzschicht. Just in dem Moment als die Fruchtblase von Primaat platz, stellen sie fest, dass sie mit Überstunden genügend Erspartes angehäuft haben und sie sich die Anzahlung für ein Haus in einer besseren Wohngegend leisten können. Prymaat bringt ihre Tochter Connie zur Welt.
In der neue Gegend ziehen sie in ein größeres Haus, Beldar betreibt nun eine eigene Fahrschule mit dem Namen Meepzor. Die Familie integriert sich sehr gut in die dortige Gemeinschaft. Connie wächst zum Teenager heran und verliebt sich in einen Menschen, den Automechaniker Ronnie. Beldar lernt das Golfspiel und wird im lokalen Club für die größten Fortschritte des Jahres ausgezeichnet.
Mittlerweile scheitert eine weitere Beförderung Seedlings vom Deputy Commissioner zum Commissioner, da er für die Ermittlungen im DeCicco-Fall Ausgaben in Höhe von 250.000 US-Dollar verursachte, ohne Ergebnisse zu liefern. Seedling und Turnbull besuchen nun, als Zeugen Jehovas getarnt, die Familie, als sich diese gerade für Halloween verkleidet hat. Sie schicken die beiden wieder vor die Tür, als der lang ersehnte Funkspruch aus Remulak ankommt, in dem sie erfahren, dass sie noch heute Nacht von der Erde abgeholt werden sollen.
Die Polizei umstellt das Haus, und die Coneheads versuchen mit Hilfe von Ronnie zu fliehen, der als Lockvogel die Polizei ablenkt. Das Vorhaben, mit dem Auto zu fliehen, scheitert, und die Familie wird umzingelt. In diesem Augenblick erscheint das Raumschiff, welches das Auto mitsamt den Coneheads ins Raumschiff hebt. Seedling klammert sich an das Auto und Turnbull klammert sich an ihn, somit werden beide mit an Bord des Raumschiffs genommen.
Als das Raumschiff auf dem Heimatplaneten Remulak ankommt, wird Beldar des Hochverrats bezichtigt, weil er menschliche Zähne hat. Er muss gegen ein Ungeheuer, den Garthok, kämpfen, denn nur ein Sieg kann seine Ehre wiederherstellen. Er gewinnt den Kampf mit Hilfe seiner erworbenen Golffertigkeiten.
Als Belohnung wünscht er sich, eine erneute Invasion der Erde anzuführen und Seedling als Sklaven mitnehmen zu dürfen. Nach der Landung auf der Erde täuscht er eine starke Verteidigung der Erdlinge vor, indem er falsche Funksprüche an seine Kriegsschiffe sendet und das eigene Raumschiff ins All zurückschickt, um es, scheinbar von den Waffen der Erdlinge, explodieren zu lassen. Die anderen Schiffe kehren, verängstigt von der militärischen Schlagkraft, zurück nach Remulak. Seedling willigt ein, Beldar eine Green Card für die USA auszustellen, wenn ihm das Leben geschenkt wird.

## Hintergrund
- Die Dreharbeiten fanden vom 1. Februar 1993 bis 28. April 1993 in Los Angeles, Cerritos und in Paramus statt.[1]
- Der Film spielte in den Kinos der USA rund 21 Millionen US-Dollar ein.[2]
- In der deutschen Synchronisation ist die Stimme des Großmeister (im Original: Highmaster) eine Parodie auf Helmut Kohl, der bei Veröffentlichung des Films amtierender Bundeskanzler war. Im Original ist es lediglich eine gewöhnliche Stimme.
- Kinostart in den USA war am 23. Juli 1993, in Deutschland am 4. August 1994.[3]
- Mehrere bekannte Schauspieler und Komiker haben kleine Nebenrollen im Film:
  - Michael Richards als Hotelangestellter
  - Eddie Griffin als Kunde
  - Adam Sandler als Carmine, der Fälscher
  - Jon Lovitz als Zahnarzt
  - Drew Carey als Taxi-Fahrgast
  - Tom Arnold als Golfer
  - Parker Posey als Stephanie
  - Ellen DeGeneres als Coach

## Kritiken
James Berardinelli schrieb auf ReelViews, dass es „verblüffend“ sei, dass sich um den Film umfangreiches Merchandising entwickelte. Was als ein 10-minütiger Sketch gut wäre, sei als ein 90-minütiger Film „langweilig“. Der Film sei „humorlos“, Dan Aykroyd wirke „unwitzig“.
Roger Ebert bemerkte in der Chicago Sun-Times vom 23. Juli 1993, dass an den Conehead-Sketchen in der Sendung Saturday Night Live am witzigsten das Aussehen der Coneheads wäre. Das reiche für einen fast 90-minütigen Film nicht aus. Ebert lobte die Spezialeffekte und auch die Darstellungen, doch der Film sei im Grunde nur eine Folge „merkwürdiger“ Ereignisse, die nicht in Komik münden würden.
Leonard Klady bezeichnete den Film in der Variety vom 23. Juli 1993 als „herzig“, „lustig“ und „anarchisch“ und meinte, Coneheads werde weitreichenden Zuspruch finden. Aykroyd und Curtin haben ihre Charaktere zu zweidimensionalen Figuren entwickelt.

„Alberne Fantasy-Komödie um die bizarren Charaktere eines uralten Fernseh-Sketches, die ihre aktuellen Themen (Einwanderung, Fremdenfeindlichkeit u. a.) zugunsten flauer und mißverständlicher Scherze verschenkt.“

„Schon 1976 traten Curtin und Aykroyd in der ‚Saturday Night Life‘-Show in Sketchen als watschelnde, seltsam sprechende Coneheads auf. Nach einer gefloppten Zeichentrickversion schlug der abgedrehte Anarchohumor des Spielfilms voll ein. Fazit: Ahnungslose Erdlinge! Die Milchstraße lacht!“

## Besonderheiten der Coneheads
Die Coneheads unterscheiden sich neben ihren haarlosen, kegelförmigen Köpfen noch in anderen Details von den Menschen.
- Anscheinend fehlen ihnen die Geschlechtsorgane, Sex wird mit Hilfe von Sensorringen praktiziert, welche über den Kegel gelegt werden.
- Sie besitzen auch die Fähigkeit, mentale Blitze auszusenden, welche z. B. mechanische Geräte manipulieren können, aber auch Zuneigung ausdrücken.
- Die Coneheads bestechen durch ein hohes technisches Wissen und die Fähigkeit Dinge rasch zu lernen.
- Auch sind sie zu anderen immer ehrlich (außer es geht um ihre Existenz). Alltägliche Floskeln werden schnell als Höflichkeiten entlarvt.
- Essen hat einen hohen Stellenwert bei den Coneheads, sie konsumieren Unmengen an Nahrungsmitteln. Das gilt auch für Genussmittel wie Cocktails oder Zigaretten.
- Auch für Menschen giftige oder ungenießbare Dinge stellen für die Coneheads Leckerbissen dar, so wird z. B. Scheibenreiniger als Mundspray verwendet oder Mineralwolle als Snack verzehrt.
- Geschlafen wird in senkrechter Position.

Die Coneheads benutzen für viele Dinge übermäßig technische Bezeichnungen. Dies wurde auch in der deutschen Synchronisation gut umgesetzt. Beispiele:
- Abziehfärbung – Abziehbild (Rub On Tattoo)
- Anbräunen von Säugetierkadavern – grillen
- Belegte Stärkescheibe – Pizza
- (Benzingetriebener 3 PS) Chlorophyllhalmstutzer – Rasenmäher
- Benzingetriebenes Individualverkehrsmittel – Auto
- Blutventilkammer – Herz
- Chemische Ablichtungsemulsifizierung – Fotografie
- Dämmerungsgrüße – "Guten Morgen!"
- Desinfektionsnasszelle – Dusche
- Flachschädel – Menschen
- Genetogefährtin – Frau
- Gepresstes Formfleisch aus Resten von Tierkadavern – Toastschinken
- Fermentiertes Laktatextrakt von gehörnten Paarhufern – Käse
- Gesichtsportal – Mund
- Hühnerembryos  – Eier
- Hygienekammer (Feuchtraumzelle) – Badezimmer
- Kohlengruber – Griller
- Metallische Vergütungsstücke – Münzen
- Morgendliche Zufuhr von Kohlenhydraten – Frühstück
- Optische Rezeptoren – Augen
- Pubertäre Zeremonienkleidung – Smoking
- Schweinefettstreifen – Speck
- Vereinbarte Zeitkoordinaten – Termin
- Verschönerungsritual – Schminken
- Wasserstoffspritzer – Regen
- Dekorationsvegetation – Blumen